# Спорт (радио)
Спорт е първото спортно радио, излъчва от 3 март 2001 г. в София на 89.5 MHz, от 1 юни в Пловдив на 90.6 MHz и на 12 октомври от Стара Загора на 90.8 MHz, Програмата се излъчва музика, спортни новини, репортажи и коментари. През 2002-2003 радиото излъчва съвместни програми с Jazz FM и Радио НЕТ в Благоевград, Бургас, Варна, Пловдив, Стара Загора и Русе, във Враца съвместно с Радио Силвър и в Севлиево съвместно с Радио Севлиево. На 17 ноември 2005 г. на вълните на Радио Спорт излъчва новото радио Energy.